# Accord de libre-échange entre la Corée du Sud et le Vietnam
L'accord de libre-échange entre la Corée du Sud et le Viêt Nam est un accord de libre-échange signé le 5 mai 2015 entre la Corée du Sud et le Viêt Nam. Il entre en application le 20 décembre 2015. L'accord vise une suppression des droits de douane sur plus de 90 % des marchandises échangées entre les deux pays, sur un horizon de 15 ans.
À la suite de cet accord, le commerce entre deux pays a notamment fortement augmenté dans le secteur de l'électronique.